# Bādīz
Bādīz (persiska: بادیز) är en ort i Iran.   Den ligger i provinsen Kerman, i den centrala delen av landet, 700 km sydost om huvudstaden Teheran. Bādīz ligger 2 143 meter över havet och antalet invånare är 103.
Terrängen runt Bādīz är lite bergig.Runt Bādīz är det ganska glesbefolkat, med 42 invånare per kvadratkilometer. Närmaste större samhälle är Jarjāfk, 7,1 km nordväst om Bādīz. Omgivningarna runt Bādīz är i huvudsak ett öppet busklandskap.